# Microchelifer percarinatus
Espèce
Microchelifer percarinatus est une espèce de pseudoscorpions de la famille des Cheliferidae.

## Distribution
Cette espèce est endémique du Lesotho.

## Description
Microchelifer percarinatus mesure de 2,5 à 2,8 mm.

## Publication originale
- Beier, 1964 : Weiteres zur Kenntnis der Pseudoscorpioniden-Fauna des südlichen Afrika. Annals of the Natal Museum, vol. 16, p. 30-90.